# Enric Arredondo
Enric Arredondo i Gil de Bernabé (Barcelona, 5 de abril de 1940-ibídem, 16 de diciembre de 2006) fue un actor español.

## Biografía
Tuvo una importante y extensa trayectoria tanto en cine como en teatro y televisión, sin olvidar su faceta de actor de doblaje.
Protagonista de multitud de Estudio 1 para TVE y de numerosas obras teatrales, alcanzó una gran fama a raíz de su papel en la serie Periodistas donde durante cuatro años (entre 1998 e 2002) interpretó a Pablo Serrano, el director del ficticio periódico Crónica Universal.
En cine participó en películas como No respires: El amor está en el aire (1999), de Joan Potau; Asunto interno (1996), de Carlos Balagué; Sombras paralelas (1994), de Gerardo Gormezano o La fiebre del oro (1993) de Gonzalo Herralde entre otras.
En teatro cabe destacar trabajos suyos como Molt soroll per a no res, Ivanov, La Fundación, Los domingos, bacanal, El knack, El criat de dos amos, Oncle Vània, Via Gagarin, Serebriakov o Muerte accidental de un anarquista. También interpretó un texto escrito por él mismo con tintes autobiográficos, La bohemia.
En los últimos años de su vida colaboró episódicamente en Hospital Central (en 2004) y El comisario (en 2002). Dejó una película, Dos billetes, de Javier Serrano, pendiente de estreno en el momento de su fallecimiento y que supuso su último trabajo interpretativo.
Fue merecedor del Premio Nacional de Cinematografía de la Generalidad de Cataluña en 1993.
En 1997 estuvo más de tres meses en coma, despertando finalmente y retomando su trabajo como actor. En los últimos años de su vida venía padeciendo una enfermedad ósea degenerativa que lo llevó a realizar sus últimos trabajos en silla de ruedas.
Estuvo casado con la también actriz Carmen Fortuny. Falleció el 16 de diciembre de 2006.

## Premios
- Premio Nacional de Cinematografía de la Generalidad de Cataluña

## Filmografía

### Televisión
- Autores invitados (1966)
- El premio (1968)
- Diana en negro (1970)
- Pequeño estudio (1970)
- Teatro de siempre (1970)
- Teatro de misterio (1970)
- Sospecha (1971)
- A través de la niebla (1971)
- Las doce caras de Eva (1971)
- Hora once (1970, 1973)
- Ficciones (1972-1973)
- Los libros (1974)
- Original (1975-1976)
- La saga de los Rius (1976-1977
- Novela (1978)
- Cervantes (1981)
- Viuda, pero menos
- Estudio 1 (1968-1983) (varios episodios)
- La comedia (1983)
- Primera función (1989)
- Locos por la tele (1990-1991)
- Agència de viatges (1993)
- Los mejores años (1994)
- Arnau (1994)
- Mirall trencat (2002)
- Periodistas (1998-2002)
- El comisario (2002)
- Hospital Central (2005)

### Cine
- Tinto con amor (1968), de Francisco Montolío.
- Son o no son (1978), de Julio García Espinosa.
- El hombre que supo amar (1978)
- ¡Patakín! quiere decir ¡fábula! (1981), de Manuel Octavio Gómez.
- Hagyjátok Robinsont! (1989), de Péter Tímár.
- Ai, carai! (1990), de Rosa María Sardà.
- La fiebre del oro (1993) de Gonzalo Herralde
- Sombras paralelas (1994), de Gerardo Gormezano
- El pasajero clandestino (1995), de Agustí Villaronga.
- Asunto interno (1996), de Carlos Balagué
- El amor está en el aire (1999), de9 Javier Serrano.

### Teatro
(lista parcial)
- La bohèmia
- Molt soroll per a no res
- Ivanov
- La fundación
- Los domingos, bacanal
- El knack
- El criat de dos amos
- Oncle Vània
- Via Gagarin
- Serebriakov
- Muerte accidental de un anarquista